# Virginia Weidler
Virginia Weidler, née le 21 mars 1927 à Eagle Rock, Los Angeles, Californie, et morte le 1er juillet 1968 dans la même ville, est une actrice américaine, qui fut un enfant acteur populaire dans les années 1930 et 1940.

## Biographie

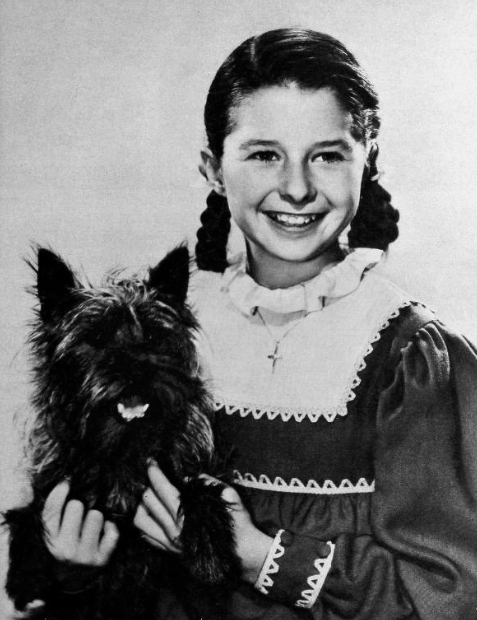
Virginia Weidler et le chien Toto à noël 1939.

Née d'un père architecte, Alfred Weidler, et d'une mère ancienne chanteuse d'opéra, Margarete Therese Louise Radon, elle est la plus jeune d'une fratrie de six enfants. En 1923, ses parents émigrent d’Allemagne aux États-Unis.
Elle fait sa première apparition au cinéma en 1931, à l'âge de quatre ans, dans un petit rôle non crédité au générique. Elle perce en 1934 dans un film du studio Paramount Pictures, Mrs. Wiggs of the Cabbage Patch où elle a un second rôle. En 1938, elle tourne son premier film en Technicolor, Les Hommes volants, avec Fred MacMurray. La Paramount ne souhaitant pas renouveler son contrat, la jeune actrice signe, en 1938, avec le studio MGM. Le premier film qu'elle tourne chez MGM est Love Is a Headache, au côté du jeune Mickey Rooney. Le film est un succès. La MGM va lui offrir ses rôles les plus connus, notamment dans Femmes (The Women, 1939) où elle incarne la fille de Norma Shearer, et dans Indiscrétions (The Philadelphia Story, 1940) dans lequel elle joue la sœur espiègle de Katharine Hepburn.
Cependant, son succès diminue au début des années 1940, en partie parce que l'enfant star Shirley Temple, qui a le même âge qu'elle, est embauchée par la MGM : le studio confie à cette dernière les rôles les plus importants. 
Elle tourne son dernier films en 1943, Best Foot Forward, une comédie musicale en Technicolor.
À l'âge de 16 ans, après avoir joué dans plus de quarante films et tourné avec certaines des plus grandes stars de l'époque, elle met fin à sa carrière au cinéma. Depuis, elle n'a plus jamais accordé d'interview.
La jeune femme tente une carrière de chanteuse de boîte de nuit, et apparaît dans une pièce de Broadway, The Rich Full Life (1945). En 1947, à 20 ans, elle épouse Lionel Krisel un officier de la marine américaine. Le couple a deux enfants, Ron et Gary. Après son mariage, elle se retire définitivement de l'Industrie du spectacle.
Son frère George William Weidler, saxophoniste, a épousé l’actrice Doris Day de 1946 à 1949 ; son père a été embauché par le studio 20th Century Fox pour la construction de décors miniatures.
Souffrant d'une maladie cardiaque depuis de nombreuses années, Virginia Weidler meurt d'une attaque cardiaque en 1968, dans sa maison, à l'âge de 41 ans.
L’enfant actrice Jean Porter, qui tourna avec elle, fut sa meilleure amie jusqu'à sa mort. Dans l'entretien que celle-ci a accordé au magazine Classic Images (no 345), elle dit que Virginia Weidler était devenue une adepte de la Science chrétienne.

## Filmographie complète
- 1931 : Surrender de William K. Howard : une petite fille (rôle non crédité)
- 1933 : Les Sacrifiés (After Tonight) de George Archainbaud : Olga, la nièce de Carla (rôle non crédité)
- 1934 : Long Lost Father d'Ernest B. Schoedsack : la fillette sur le quai (rôle non crédité)
- 1934 : L'Espionne Fräulein Doktor (Stamboul Quest) : une enfant (rôle non crédité)
- 1934 : Mrs. Wiggs of the Cabbage Patch de Norman Taurog : Europena Wiggs
- 1935 : Laddie de George Stevens : 'Little Sister' Stanton
- 1935 : Symphonie burlesque (The Big Broadcast of 1936) de Norman Taurog : une petite fille à l'hôpital
- 1935 : L'Enfant de la forêt (Freckles) de William Hamilton et Edward Killy : Laurie Lou Duncan
- 1935 : Peter Ibbetson, de Henry Hathaway : Mimsey (Mary, à 6 ans)
- 1936 : Sans foyer (Timothy's Quest) de Charles Barton : Samantha Tarbox
- 1936 : À vos ordres, Madame (Trouble for Two) : scènes supprimées
- 1936 : Girl of the Ozarks (en) de William Shea : Edie Moseley
- 1936 : The Big Broadcast of 1937 (en) de Mitchell Leisen : la fille aux fleurs
- 1937 : Le Démon sur la ville (Maid of Salem), de Frank Lloyd : Nabby Goode
- 1937 : La Ville de l'or (The Outcasts of Poker Flat) de Christy Cabanne : Luck
- 1937 : Âmes à la mer (Souls at Sea), de Henry Hathaway : Tina
- 1938 : Love Is a Headache de Richard Thorpe : Jake O'Toole
- 1938 : Scandal Street (en) de James P. Hogan : Wilma Murphy
- 1938 : Les Hommes volants (Men with Wings) de William A. Wellman : Peggy Ranson à 8 ans
- 1938 : Bonheur en location (Mother's Carey Chickens) de Rowland V. Lee : Lally Joy Popham
- 1938 : Un envoyé très spécial (Too Hot to Handle), de Jack Conway : Hulda Harding
- 1938 : André Hardy Cow-Boy (Out West with the Hardys) de George B. Seitz : 'Jake' Holt
- 1939 : The Great Man Votes (en) de Garson Kanin : Joan
- 1939 : L'Empreinte du loup solitaire (The Lone Wolf Spy Hunt) de Peter Godfrey : Patricia Lanyard
- 1939 : Fixer Dugan (en) de Lew Landers : Ethel Myrtle O'Connell
- 1939 : The Rookie Cop (en) de David Howard : Nicey
- 1939 : Outside These Walls (en) de Ray McCarey : Ellen Sparling
- 1939 : The Spellbinder (en) de Jack Hively : une fillette (rôle non crédité)
- 1939 : Les Petites Pestes (The Under-Pup) de Richard Wallace : Janet Cooper
- 1939 : Femmes (The Women), de George Cukor : Mary
- 1939 : Bad Little Angel (en) de Wilhelm Thiele : Patricia Victoria Sanderson
- 1939 : Henry Goes Arizona d'Edwin L. Marin : Molly Cullison
- 1940 : La Jeunesse d'Edison (Young Tom Edison), de Norman Taurog : Tannie Edison
- 1940 : L'Étrangère (All This, and Heaven Too), d'Anatole Litvak : Louise de Praslin
- 1940 : Gold Rush Maisie de Edwin L. Marin : Jubie Davis
- 1940 : Indiscrétions (The Philadelphia Story), de George Cukor : Dinah Lord
- 1940 : Keeping Company de S. Sylvan Simon : Harriet Thomas
- 1941 : Barnacle Bill de Richard Thorpe : Virginia Johansen
- 1941 : I'll Wait for You de Robert B. Sinclair : Lizzie Miller
- 1941 : Débuts à Broadway (Babes on Broadway), de Busby Berkeley : Barbara Josephine 'Jo' Conway
- 1942 : Born to Sing d'Edward Ludwig : Patsy Eastman
- 1942 : This Time for Keeps (en) de Charles Reisner : Harriett Bryant
- 1942 : Les Amours de Marthe (The Affairs of Martha) de Jules Dassin : Miranda Sommerfield
- 1943 : The Youngest Profession de Edward Buzzell : Joan Lyons
- 1943 : Best Foot Forward de Edward Buzzell : Helen Schlesinger